# Pholcus
Genre
Synonymes
- Sihala Huber, 2011

Pholcus est un genre d'araignées aranéomorphes de la famille des Pholcidae. Les espèces de ce genre sont communément appelées pholques.

## Répartition
Les espèces de ce genre se rencontrent sur toutes les terres sauf aux pôles.
L'espèce de Pholcus la plus commune en France est Pholcus phalangioides.

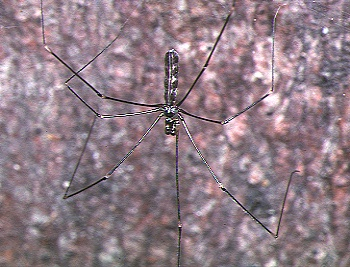
Pholcus nagasakiensis

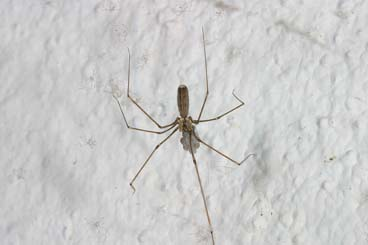
Pholcus fragillimus

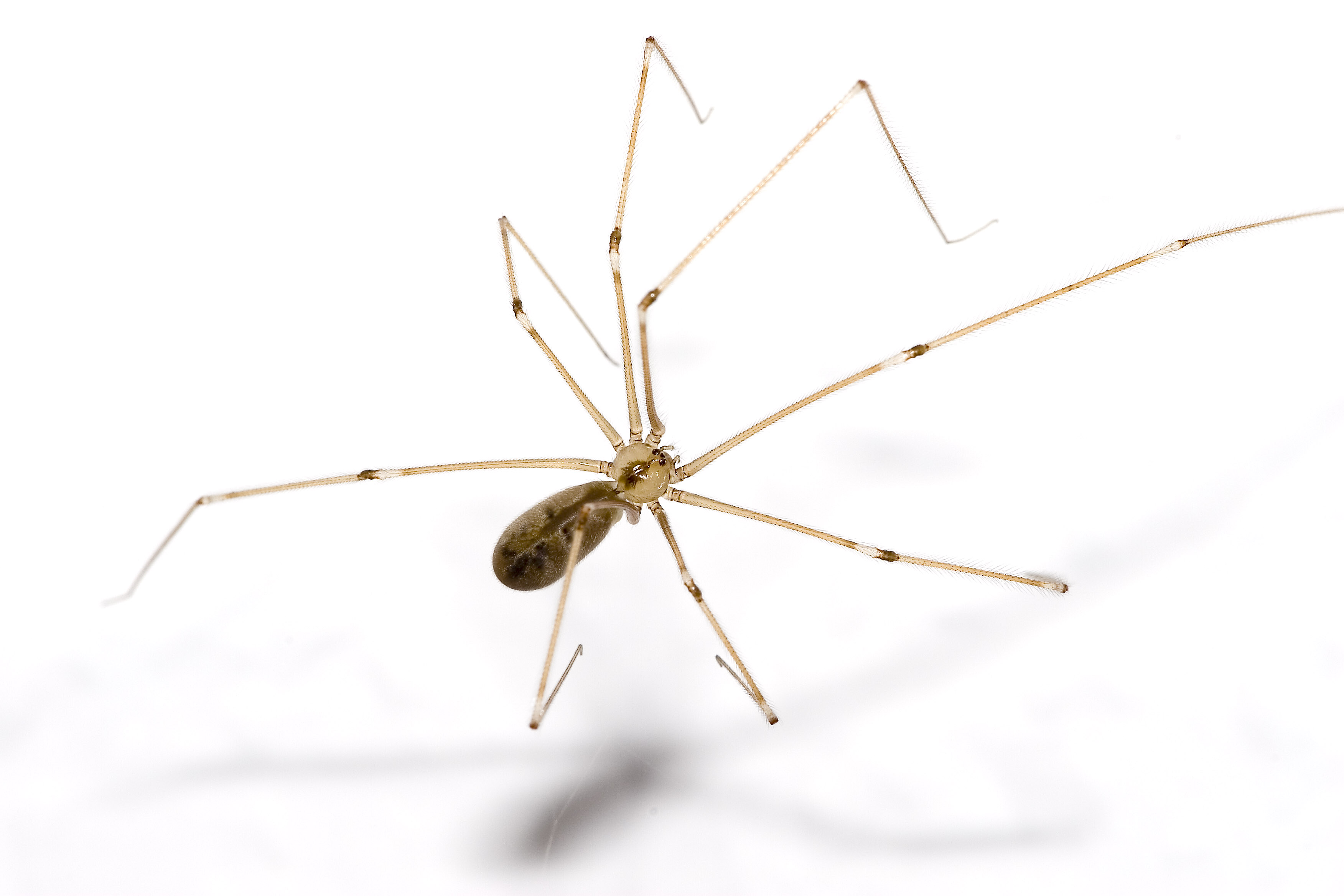
Pholcus phalangioides

## Liste des espèces
Selon World Spider Catalog (version 26, 11/06/2025) :
- Pholcus aba J. L. Li, S. Q. Li & Yao, 2025
- Pholcus abstrusus Yao & Li, 2012
- Pholcus acutulus Paik, 1978
- Pholcus aduncus Yao & Li, 2012
- Pholcus afghanus Senglet, 2008
- Pholcus agilis Yao & Li, 2012
- Pholcus alagarkoil (Huber, 2011)
- Pholcus alloctospilus Zhu & Gong, 1991
- Pholcus alpinus Yao & Li, 2012
- Pholcus alticeps Spassky, 1932
- Pholcus amani Huber, 2011
- Pholcus anachoreta Dimitrov & Ribera, 2006
- Pholcus ancoralis L. Koch, 1865
- Pholcus ankang Yang, He & Yao, 2024
- Pholcus anlong Chen, Zhang & Zhu, 2011
- Pholcus arayat Huber, 2011
- Pholcus arcuatilis Yao & Li, 2013
- Pholcus arkit Huber, 2011
- Pholcus armeniacus Senglet, 1974
- Pholcus arsacius Senglet, 2008
- Pholcus attuleh Huber, 2011
- Pholcus auricularis B. S. Zhang, F. Zhang & Liu, 2016
- Pholcus babao Tong & Li, 2010
- Pholcus baguio Huber, 2016
- Pholcus bailongensis Yao & Li, 2012
- Pholcus bajia Lu, Yao & He, 2022
- Pholcus baka Huber, 2011
- Pholcus bakweri Huber, 2011
- Pholcus baldiosensis Wunderlich, 1992
- Pholcus bamboutos Huber, 2011
- Pholcus bangfai Huber, 2011
- Pholcus bantouensis Yao & Li, 2012
- Pholcus baoji Yang, He & Yao, 2024
- Pholcus bat Lan & Li, 2021
- Pholcus batepa Huber, 2011
- Pholcus beijingensis Zhu & Song, 1999
- Pholcus berlandi Millot, 1941
- Pholcus bernhardi Sherwood & Krammer, 2025
- Pholcus bessus Zhu & Gong, 1991
- Pholcus bicornutus Simon, 1892
- Pholcus bidentatus Zhu, J. X. Zhang, Z. S. Zhang & Chen, 2005
- Pholcus bifidus Yao, Pham & Li, 2015
- Pholcus bikilai Huber, 2011
- Pholcus bimbache Dimitrov & Ribera, 2006
- Pholcus bing Yao & Li, 2012
- Pholcus bolikhamsai Huber, 2011
- Pholcus bourgini Millot, 1941
- Pholcus brevis Yao & Li, 2012
- Pholcus bulacanensis Yao & Li, 2017
- Pholcus caecus Yao, Pham & Li, 2015
- Pholcus calcar Wunderlich, 1987
- Pholcus calligaster Thorell, 1895
- Pholcus camba Huber, 2011
- Pholcus caspius Senglet, 2008
- Pholcus ceheng Chen, Zhang & Zhu, 2011
- Pholcus cenranaensis Yao & Li, 2016
- Pholcus ceylonicus O. Pickard-Cambridge, 1869
- Pholcus chang Yao & Li, 2012
- Pholcus changchi Yao, Li & Lu, 2022
- Pholcus changli Yao, 2024
- Pholcus chaoyang S. Li & Yao, 2025
- Pholcus chappuisi Fage, 1936
- Pholcus chattoni Millot, 1941
- Pholcus cheaha Huber, 2011
- Pholcus chengde Yao, Li & Lu, 2022
- Pholcus cheongogensis Kim & Ye, 2015
- Pholcus chevronus Yin, Xu & Bao, 2012
- Pholcus chiakensis Seo, 2014
- Pholcus chicheng Tong & Li, 2010
- Pholcus chilgapsanensis J. G. Lee & J. H. Lee, 2021
- Pholcus choctaw Huber, 2011
- Pholcus chugok J. G. Lee & J. H. Lee, 2024
- Pholcus chuncheonensis J. G. Lee, Choi & S. K. Kim, 2021
- Pholcus circularis Kraus, 1960
- Pholcus clavatus Schenkel, 1936
- Pholcus clavimaculatus Zhu & Song, 1999
- Pholcus cophenius Senglet, 2008
- Pholcus corcho Wunderlich, 1987
- Pholcus corniger Dimitrov & Ribera, 2006
- Pholcus crassipalpis Spassky, 1937
- Pholcus crassus Paik, 1978
- Pholcus creticus Senglet, 1971
- Pholcus crypticolenoides Kim, J. H. Lee & J. G. Lee, 2015
- Pholcus crypticolens Bösenberg & Strand, 1906
- Pholcus cuneatus Yao & Li, 2012
- Pholcus curvus B. S. Zhang, F. Zhang & Liu, 2016
- Pholcus dade Huber, 2011
- Pholcus dali Zhang & Zhu, 2009
- Pholcus datan Tong & Li, 2010
- Pholcus datong Yao, Li & Lu, 2022
- Pholcus debilis (Thorell, 1899)
- Pholcus decorus Yao & Li, 2012
- Pholcus dentatus Wunderlich, 1995
- Pholcus deokjeok Jang, Yoo, Kim & Bae, 2025
- Pholcus deunggolensis Kim & Kim, 2016
- Pholcus dieban Yao & Li, 2012
- Pholcus difengensis Yao & Li, 2016
- Pholcus dixie Huber, 2011
- Pholcus djelalabad Senglet, 2008
- Pholcus dongxue Yao & Li, 2017
- Pholcus doucki Huber, 2011
- Pholcus duan Yao & Li, 2017
- Pholcus dungara Huber, 2001
- Pholcus duryun Jang, Bae, Lee, Yoo & Kim, 2023
- Pholcus edentatus Campos & Wunderlich, 1995
- Pholcus elymaeus Senglet, 2008
- Pholcus exilis Tong & Li, 2010
- Pholcus extumidus Paik, 1978
- Pholcus fagei Kratochvíl, 1940
- Pholcus faveauxi (Lawrence, 1967)
- Pholcus fengcheng Zhang & Zhu, 2009
- Pholcus fengmeii Zhang, He & Yao, 2024
- Pholcus fengning Yao, Li & Lu, 2022
- Pholcus foliaceus Peng & Zhang, 2013
- Pholcus fragillimus Strand, 1907
- Pholcus fuerteventurensis Wunderlich, 1992
- Pholcus gaizhou Yao & Li, 2021
- Pholcus gajiensis Seo, 2014
- Pholcus gangneung Jang, Yoo, Kim & Bae, 2025
- Pholcus ganziensis Yao & Li, 2012
- Pholcus gaoi Song & Ren, 1994
- Pholcus genuiformis Wunderlich, 1995
- Pholcus gimsatgat J. G. Lee & J. H. Lee, 2024
- Pholcus gomerae Wunderlich, 1980
- Pholcus gonggarensis Yao & Li, 2016
- Pholcus gosuensis Kim & Lee, 2004
- Pholcus gracillimus Thorell, 1890
- Pholcus guadarfia Dimitrov & Ribera, 2007
- Pholcus guangling Yao, Li & Lu, 2022
- Pholcus guani Song & Ren, 1994
- Pholcus guanshui Yao & Li, 2021
- Pholcus gui Zhu & Song, 1999
- Pholcus guineensis Millot, 1941
- Pholcus hamaensis Yao & Li, 2016
- Pholcus hamatus Tong & Ji, 2010
- Pholcus hamuchal Yao & Li, 2020
- Pholcus harveyi Zhang & Zhu, 2009
- Pholcus hebei S. Li & Yao, 2025
- Pholcus helenae Wunderlich, 1987
- Pholcus henanensis Zhu & Mao, 1983
- Pholcus hieroglyphicus Pavesi, 1883
- Pholcus higoensis Irie & Ono, 2008
- Pholcus hinsonensis Yao & Li, 2016
- Pholcus hochiminhi Yao, Pham & Li, 2015
- Pholcus hoyo Huber, 2011
- Pholcus huailai Yao, Li & Lu, 2022
- Pholcus huapingensis Yao & Li, 2012
- Pholcus huberi Zhang & Zhu, 2009
- Pholcus huludao S. Li & Yao, 2025
- Pholcus hunyuan Yao, Li & Lu, 2022
- Pholcus huoxiaerensis Yao & Li, 2016
- Pholcus hwaam Jang, Bae, Lee, Yoo & Kim, 2023
- Pholcus hwangjeong J. G. Lee & J. H. Lee, 2024
- Pholcus hyrcanus Senglet, 1974
- Pholcus hystaspus Senglet, 2008
- Pholcus imbricatus Yao & Li, 2012
- Pholcus incheonensis J. G. Lee & J. H. Lee, 2021
- Pholcus intricatus Dimitrov & Ribera, 2003
- Pholcus jaegeri Huber, 2011
- Pholcus jiaocheng Zhao, Li & Yao, 2023
- Pholcus jiaotu Yao & Li, 2012
- Pholcus jiaozuo Yang & Yao, 2024
- Pholcus jiguanshan Yao & Li, 2021
- Pholcus jindongensis Seo, 2018
- Pholcus jingnan Yao & Li, 2020
- Pholcus jingyangensis Yao & Li, 2016
- Pholcus jinniu Tong & Li, 2010
- Pholcus jinwum Huber, 2001
- Pholcus jinzhou S. Li & Yao, 2025
- Pholcus jiulong Tong & Li, 2010
- Pholcus jiuwei Tong & Ji, 2010
- Pholcus jixianensis Zhu & Yu, 1983
- Pholcus joreongensis Seo, 2004
- Pholcus jusahi Huber, 2011
- Pholcus juwangensis Seo, 2014
- Pholcus kaebyaiensis Yao & Li, 2016
- Pholcus kakum Huber, 2009
- Pholcus kalam Yao & Li, 2020
- Pholcus kamkaly Huber, 2011
- Pholcus kandahar Senglet, 2008
- Pholcus kangding Zhang & Zhu, 2009
- Pholcus kapuri Tikader, 1977
- Pholcus karawari Huber, 2011
- Pholcus kawit Huber, 2016
- Pholcus kihansi Huber, 2011
- Pholcus kimi Song & Zhu, 1994
- Pholcus kindia Huber, 2011
- Pholcus kingi Huber, 2011
- Pholcus knoeseli Wunderlich, 1992
- Pholcus koah Huber, 2001
- Pholcus koasati Huber, 2011
- Pholcus krachensis Yao & Li, 2016
- Pholcus kribi Huber, 2011
- Pholcus kuaile Yao, Li & Lu, 2022
- Pholcus kui Yao & Li, 2012
- Pholcus kunming Zhang & Zhu, 2009
- Pholcus kwamgumi Huber, 2011
- Pholcus kwanaksanensis Namkung & Kim, 1990
- Pholcus kwangkyosanensis Kim & Park, 2009
- Pholcus kyondo Huber, 2011
- Pholcus laksao Huber, 2011
- Pholcus lamperti Strand, 1907
- Pholcus langensis Yao & Li, 2016
- Pholcus lanieri Huber, 2011
- Pholcus leruthi Lessert, 1935
- Pholcus lexuancanhi Yao, Pham & Li, 2012
- Pholcus liaoning S. Li & Yao, 2025
- Pholcus lijiangensis Yao & Li, 2012
- Pholcus lilangai Huber, 2011
- Pholcus linfen Zhao, Li & Yao, 2023
- Pholcus lingguanensis Yao & Li, 2016
- Pholcus lingulatus Y. Q. Gao, J. C. Gao & Zhu, 2002
- Pholcus linzhou F. Zhang & J. X. Zhang, 2000
- Pholcus lishi Zhao, Li & Yao, 2023
- Pholcus liui Yao & Li, 2012
- Pholcus liutu Yao & Li, 2012
- Pholcus longlin Yao & Li, 2020
- Pholcus longus Yao & Li, 2016
- Pholcus longxigu Yao & Li, 2021
- Pholcus lualaba Huber, 2011
- Pholcus luanping Yao, Li & Lu, 2022
- Pholcus luding Tong & Li, 2010
- Pholcus luki Huber, 2011
- Pholcus luliang Zhao, Li & Yao, 2023
- Pholcus luonan Yang & Yao, 2024
- Pholcus luoquanbei Yao & Li, 2021
- Pholcus luoyang Yang & Yao, 2024
- Pholcus lupanga Huber, 2011
- Pholcus lushan Yang & Yao, 2024
- Pholcus luya Peng & Zhang, 2013
- Pholcus madeirensis Wunderlich, 1987
- Pholcus maepo J. G. Lee & J. H. Lee, 2024
- Pholcus magnus Wunderlich, 1987
- Pholcus malpaisensis Wunderlich, 1992
- Pholcus manueli Gertsch, 1937
- Pholcus mao Yao & Li, 2012
- Pholcus maronita Brignoli, 1977
- Pholcus mascaensis Wunderlich, 1987
- Pholcus maxian Lu, Yang & He, 2021
- Pholcus mazumbai Huber, 2011
- Pholcus mbuti Huber, 2011
- Pholcus mecheria Huber, 2011
- Pholcus medicus Senglet, 1974
- Pholcus medog Zhang, Zhu & Song, 2006
- Pholcus mengding J. L. Li, S. Q. Li & Yao, 2025
- Pholcus mengla Song & Zhu, 1999
- Pholcus mentawir Huber, 2011
- Pholcus metta Huber, 2019
- Pholcus mianshanensis Zhang & Zhu, 2009
- Pholcus mino J. G. Lee & J. H. Lee, 2024
- Pholcus mirabilis Yao & Li, 2012
- Pholcus mixiaoqii Xu, Zhang & Yao, 2019
- Pholcus miyi J. L. Li, S. Q. Li & Yao, 2025
- Pholcus moca Huber, 2011
- Pholcus mohang Jang, Bae, Lee, Yoo & Kim, 2023
- Pholcus montanus Paik, 1978
- Pholcus muju Jang, Bae & Kim, 2025
- Pholcus multidentatus Wunderlich, 1987
- Pholcus mulu Huber, 2016
- Pholcus muralicola Maughan & Fitch, 1976
- Pholcus musensis Yao & Li, 2016
- Pholcus nagasakiensis Strand, 1918
- Pholcus namkhan Huber, 2011
- Pholcus negara Huber, 2011
- Pholcus nenjukovi Spassky, 1936
- Pholcus ningan Yao & Li, 2018
- Pholcus nkoetye Huber, 2011
- Pholcus nodong Huber, 2011
- Pholcus noeun J. G. Lee & J. H. Lee, 2024
- Pholcus obscurus Yao & Li, 2012
- Pholcus oculosus F. Zhang & J. X. Zhang, 2000
- Pholcus okgye Huber, 2011
- Pholcus olangapo Huber, 2016
- Pholcus opilionoides (Schrank, 1781)
- Pholcus ornatus Bösenberg, 1895
- Pholcus osaek Jang, Yoo & Kim, 2025
- Pholcus otomi Huber, 2011
- Pholcus ovatus Yao & Li, 2012
- Pholcus pagbilao Huber, 2011
- Pholcus pajuensis J. G. Lee, Choi & S. K. Kim, 2021
- Pholcus palgongensis Seo, 2014
- Pholcus papilionis Peng & Zhang, 2011
- Pholcus papillatus B. S. Zhang, F. Zhang & Liu, 2016
- Pholcus paralinzhou Zhang & Zhu, 2009
- Pholcus parayichengicus Zhang & Zhu, 2009
- Pholcus parkyeonensis Kim & Yoo, 2009
- Pholcus parthicus Senglet, 2008
- Pholcus parvus Wunderlich, 1987
- Pholcus pennatus Zhang, Zhu & Song, 2005
- Pholcus persicus Senglet, 1974
- Pholcus phalangioides (Fuesslin, 1775)
- Pholcus phnombak Lan, Jäger & Li, 2021
- Pholcus phoenixus Zhang & Zhu, 2009
- Pholcus phungiformes Oliger, 1983
- Pholcus piagolensis Seo, 2018
- Pholcus ping Yao & Li, 2017
- Pholcus pocheonensis J. G. Lee, Choi & S. K. Kim, 2021
- Pholcus pojeonensis Kim & Yoo, 2008
- Pholcus ponticus Thorell, 1875
- Pholcus punu Huber, 2014
- Pholcus puranappui Huber, 2019
- Pholcus pyeongchangensis Seo, 2018
- Pholcus qiaojia J. L. Li, S. Q. Li & Yao, 2025
- Pholcus qin S. Li & Yao, 2025
- Pholcus qingchengensis Y. Q. Gao, J. C. Gao & Zhu, 2002
- Pholcus qinghaiensis Song & Zhu, 1999
- Pholcus qingyunensis Yao & Li, 2016
- Pholcus rawiriae Huber, 2014
- Pholcus reevesi Huber, 2011
- Pholcus roquensis Wunderlich, 1992
- Pholcus ruteng Huber, 2011
- Pholcus saaristoi Zhang & Zhu, 2009
- Pholcus saidovi Yao & Li, 2017
- Pholcus sakaew Yao & Li, 2018
- Pholcus schawalleri Yao, Li & Jäger, 2014
- Pholcus seokmodoensis J. G. Lee & J. H. Lee, 2021
- Pholcus seorakensis Seo, 2018
- Pholcus seoulensis J. G. Lee & J. H. Lee, 2021
- Pholcus shangluo Yang & Yao, 2024
- Pholcus shangrila Zhang & Zhu, 2009
- Pholcus shenshi Yao & Li, 2021
- Pholcus shuangtu Yao & Li, 2012
- Pholcus shuguanensis Yao & Li, 2017
- Pholcus sidorenkoi Dunin, 1994
- Pholcus silvai Wunderlich, 1995
- Pholcus simbok Huber, 2011
- Pholcus socheunensis Paik, 1978
- Pholcus sogdianae Brignoli, 1978
- Pholcus sokkrisanensis Paik, 1978
- Pholcus solchi J. G. Lee & J. H. Lee, 2024
- Pholcus songi Zhang & Zhu, 2009
- Pholcus songkhonensis Yao & Li, 2016
- Pholcus songxian Zhang & Zhu, 2009
- Pholcus soukous Huber, 2011
- Pholcus spasskyi Brignoli, 1978
- Pholcus spiliensis Wunderlich, 1995
- Pholcus spilis Zhu & Gong, 1991
- Pholcus steineri Huber, 2011
- Pholcus strandi Caporiacco, 1941
- Pholcus sublaksao Yao & Li, 2013
- Pholcus sublingulatus Zhang & Zhu, 2009
- Pholcus suboculosus Peng & Zhang, 2011
- Pholcus subwuyiensis Zhang & Zhu, 2009
- Pholcus suizhongicus Zhu & Song, 1999
- Pholcus sumatraensis Wunderlich, 1995
- Pholcus suraksanensis J. G. Lee & J. H. Lee, 2021
- Pholcus sveni Wunderlich, 1987
- Pholcus taarab Huber, 2011
- Pholcus taibaiensis Wang & Zhu, 1992
- Pholcus taibeli Caporiacco, 1949
- Pholcus taishan Song & Zhu, 1999
- Pholcus taita Huber, 2011
- Pholcus tang Yao, Li & Lu, 2022
- Pholcus tangyuensis Yao & Li, 2016
- Pholcus tenerifensis Wunderlich, 1987
- Pholcus thakek Huber, 2011
- Pholcus tianmenshan Yao & Li, 2021
- Pholcus tianmuensis Yao & Li, 2016
- Pholcus tongi Yao & Li, 2012
- Pholcus tongyaoi Wang & Yao, 2020
- Pholcus triangulatus F. Zhang & J. X. Zhang, 2000
- Pholcus tuoyuan Yao & Li, 2012
- Pholcus turcicus Wunderlich, 1980
- Pholcus tuyan Yao & Li, 2012
- Pholcus twa Huber, 2011
- Pholcus uiseongensis Seo, 2018
- Pholcus uksuensis Kim & Ye, 2014
- Pholcus umphang Yao & Li, 2018
- Pholcus unaksanensis J. G. Lee, Choi & S. K. Kim, 2021
- Pholcus undatus Yao & Li, 2012
- Pholcus ungyo J. G. Lee & J. H. Lee, 2024
- Pholcus uva Huber, 2019
- Pholcus varirata Huber, 2011
- Pholcus vatovae Caporiacco, 1940
- Pholcus velitchkovskyi Kulczyński, 1913
- Pholcus vietnamensis Yao & Li, 2017
- Pholcus viveki Sen, Dhali, Saha & Raychaudhuri, 2015
- Pholcus wahehe Huber, 2011
- Pholcus wangi Yao & Li, 2012
- Pholcus wangjiang Yao & Li, 2021
- Pholcus wangtian Tong & Ji, 2010
- Pholcus wangxidong Zhang & Zhu, 2009
- Pholcus weinan Yang & Yao, 2024
- Pholcus wenchuan J. L. Li, S. Q. Li & Yao, 2025
- Pholcus wenshui Zhao, Li & Yao, 2023
- Pholcus wonju J. G. Lee & J. H. Lee, 2024
- Pholcus woongil Huber, 2011
- Pholcus worak Jang, Bae, Lee, Yoo & Kim, 2023
- Pholcus wuling Tong & Li, 2010
- Pholcus wuyiensis Zhu & Gong, 1991
- Pholcus xiangfen Zhao, Li & Yao, 2023
- Pholcus xianrendong Liu & Tong, 2015
- Pholcus xiaotu Yao & Li, 2012
- Pholcus xinglong Yao, Li & Lu, 2022
- Pholcus xingqi Yao & Li, 2021
- Pholcus xingren Chen, Zhang & Zhu, 2011
- Pholcus xingyi Chen, Zhang & Zhu, 2011
- Pholcus xinzhou Yao, Li & Lu, 2022
- Pholcus xiuyan Zhao, Zheng & Yao, 2023
- Pholcus xuanzhong Zhao, Li & Yao, 2023
- Pholcus yaan J. L. Li, S. Q. Li & Yao, 2025
- Pholcus yangi Zhang & Zhu, 2009
- Pholcus yangpyeong Jang, Bae, Lee, Yoo & Kim, 2023
- Pholcus yanjinensis Yao & Li, 2016
- Pholcus yanqing Yao, Li & Lu, 2022
- Pholcus yaoshan Yao & Li, 2021
- Pholcus yeoncheonensis Kim, J. H. Lee & J. G. Lee, 2015
- Pholcus yeongheung Jang, Bae & Kim, 2025
- Pholcus yeongwol Huber, 2011
- Pholcus yi Yao & Li, 2012
- Pholcus yichengicus Zhu, Tu & Shi, 1986
- Pholcus yongshun Yao & Li, 2018
- Pholcus yoshikurai Irie, 1997
- Pholcus yuantu Yao & Li, 2012
- Pholcus yugong Zhang & Zhu, 2009
- Pholcus yuhuangshan Yao & Li, 2021
- Pholcus yuncheng Yang & Yao, 2024
- Pholcus yunnanensis Yao & Li, 2012
- Pholcus yuxi Yao & Li, 2018
- Pholcus zham Zhang, Zhu & Song, 2006
- Pholcus zhangae Zhang & Zhu, 2009
- Pholcus zhaoi Yao, Pham & Li, 2015
- Pholcus zhongdongensis Yao & Li, 2016
- Pholcus zhongyang Zhao, Li & Yao, 2023
- Pholcus zhui Yao & Li, 2012
- Pholcus zhuolu Zhang & Zhu, 2009
- Pholcus zichyi Kulczyński, 1901

## Systématique et taxinomie
Ce genre a été décrit en 1805 par le naturaliste français Charles Athanase Walckenaer.
Son espèce type est Pholcus phalangioides.
Sihala a été placé en synonymie par Huber, Eberle et Dimitrov en 2018.

## Publication originale
- Walckenaer, 1805, Tableau des aranéides ou caractères essentiels des tribus, genres, familles et races que renferme le genre Aranea de Linné, avec la désignation des espèces comprises dans chacune de ces divisions, Paris, p. 1-88.